# Ghiacciaio San Martín
Il Ghiacciaio San Martín (in lingua inglese: San Martín Glacier) è un vasto ghiacciaio antartico che fluisce in direzione ovest suddividendo in due parti l'Argentina Range, nei Monti Pensacola, in Antartide. 
Il ghiacciaio è stato mappato dall'United States Geological Survey (USGS) sulla base di rilevazioni e foto aeree scattate dalla U.S. Navy nel periodo 1956-67.
La denominazione è stata assegnata dall'Advisory Committee on Antarctic Names (US-ACAN) in onore della nave rompighiaccio argentina General San Martín, che trasportò il primo gruppo di persone alla Base antartica Belgrano I costruita sulla Piattaforma di ghiaccio Filchner-Ronne nel 1954-55 e successivamente compì numerosi viaggi nell'area per portare provviste e fornire assistenza.